# Гурьев, Иван Петрович
Иван Петрович Гурьев (15 ноября 1875 года, Валдай, Новгородская губерния — 23 сентября 1943 года, Казань, Татарская АССР, РСФСР, СССР) — русский советский художник, иллюстратор.

## Биография
Иван Петрович Гурьев родился в 1875 году в г. Валдай Новгородской губернии. Проявив интерес к живописи, в 1906—1912 годах учился в Высшем художественном училище живописи скульптуры и архитектуры при Императорской Академии художеств в санкт-Петербурге. Учебу проходил вольнослушателем у художников Павла Петровича Чистякова и Василия Евмениевича Савинского. В 1912 году получил звание художника за картину «Баскаки». С 1905 года принимал участие в выставках Санкт-Петербургского общества художников.
В последующие годы жил  в Петрограде, потом — в Симбирске, Казани. С 1920 года работал в Симбирске преподавателем изостудии «Красная звезда», затем в художественном техникуме «Изо-музо-тео», принимал участие в выставках Объединения ульяновских художников. 
В 1930-е годы жил в Казани, где работал преподавателем в Казанском художественном училище, состоял членом Казанского филиала Ассоциации художников революционной России (АХРР), принимал участие в академических выставках.
Художник И. Гурьев писал портреты, пейзажи и жанровые полотна, иллюстрировал книги. Работал в провинциальном варианте позднепередвижнической манеры письма. Его картины напоминают живописные полотна Владимира Егоровича Маковского и Николая Алексеевича Касаткина. Позднепередвижническая манера отразилась также в выборе сюжетов художника. Иван Петрович Гурьев на местных материалах создал много портретов. Эти полотна он в 1929 году объединил в серию «Волжские типы».
В 1920-е годы в соответствии с программой Ассоциации художников революционной России художники должны были отражать в живописи достижения и приметы послереволюционной жизни. Картина художника «Встреча гидроплана в Ульяновске в 1927 году» (1927) соответствовала новым задачам. Однако в целом Иван Петрович Гурьев до конца жизни оставался верным усвоенным в Академии художеств приемам и трактовал новые темы как жанровые.
Скончался И. Гурьев 23 сентября 1943 года в Казани.

## Галерея

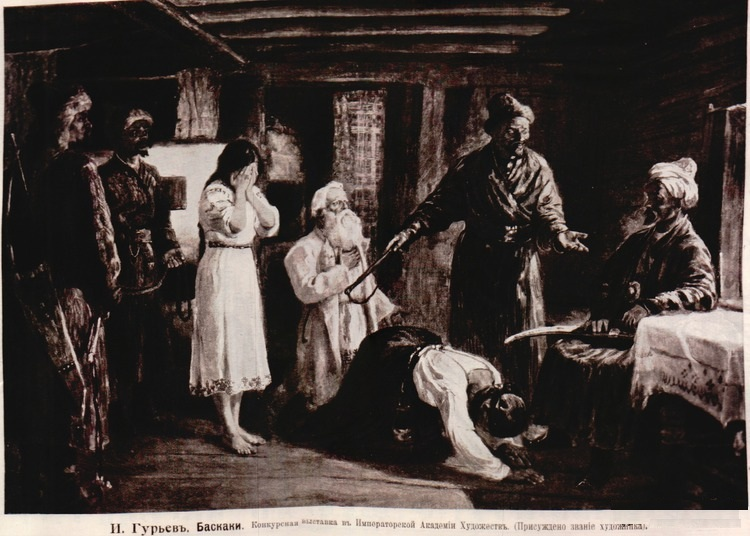
Баскаки
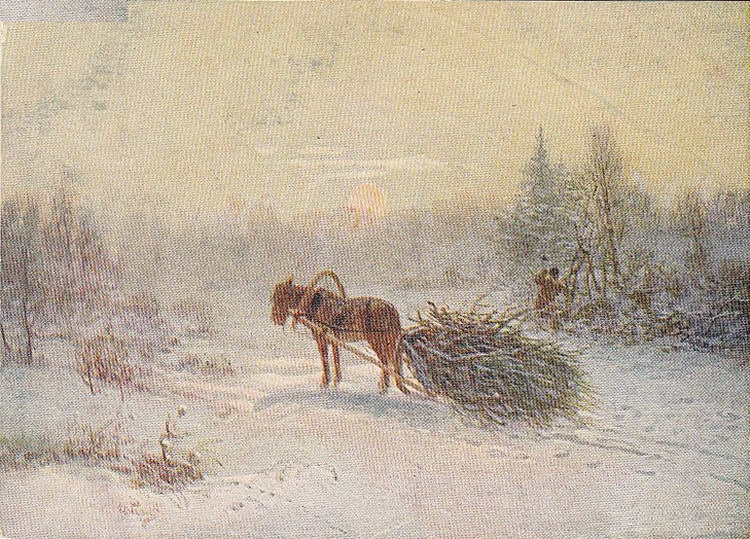
За хворостом
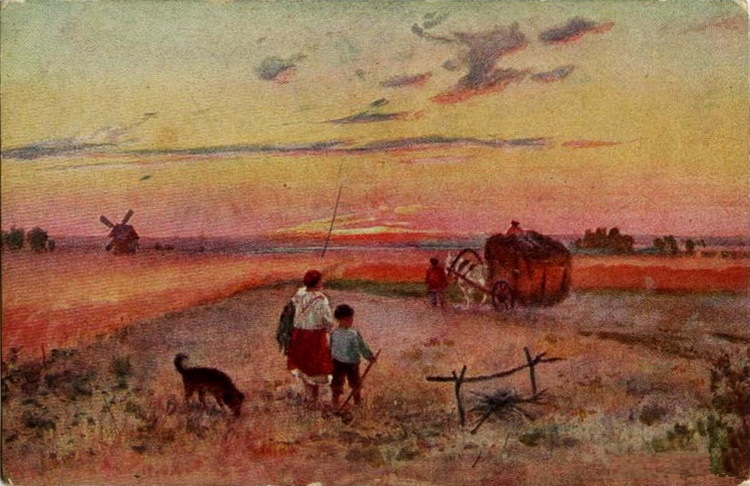
Лето
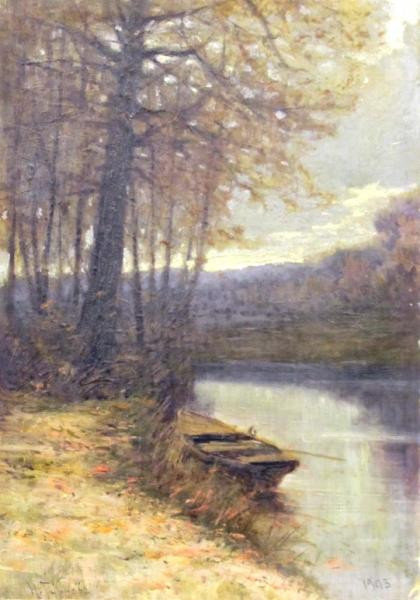
Пейзаж у озера

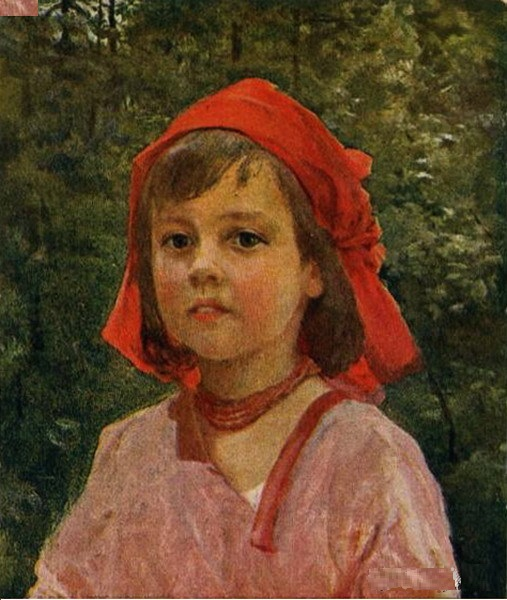
Девочка
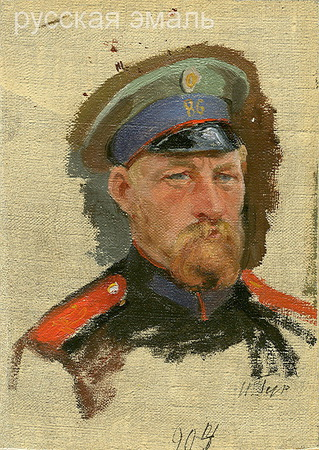
Портрет рядового 86-го Вильманстрандского пехотного полка
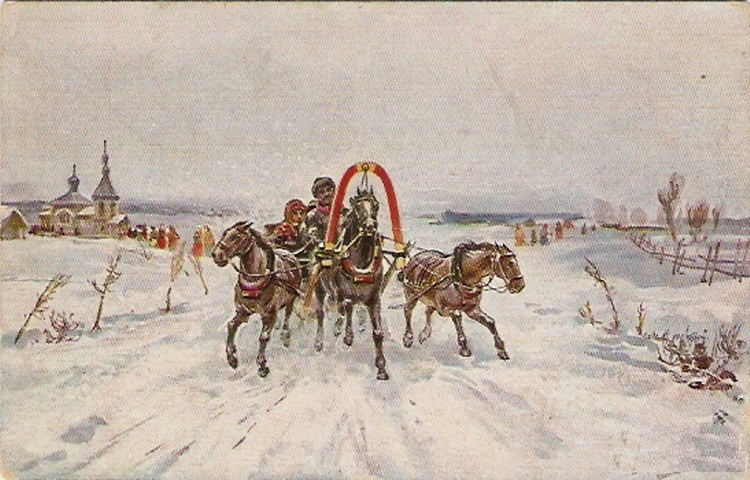
Тройка
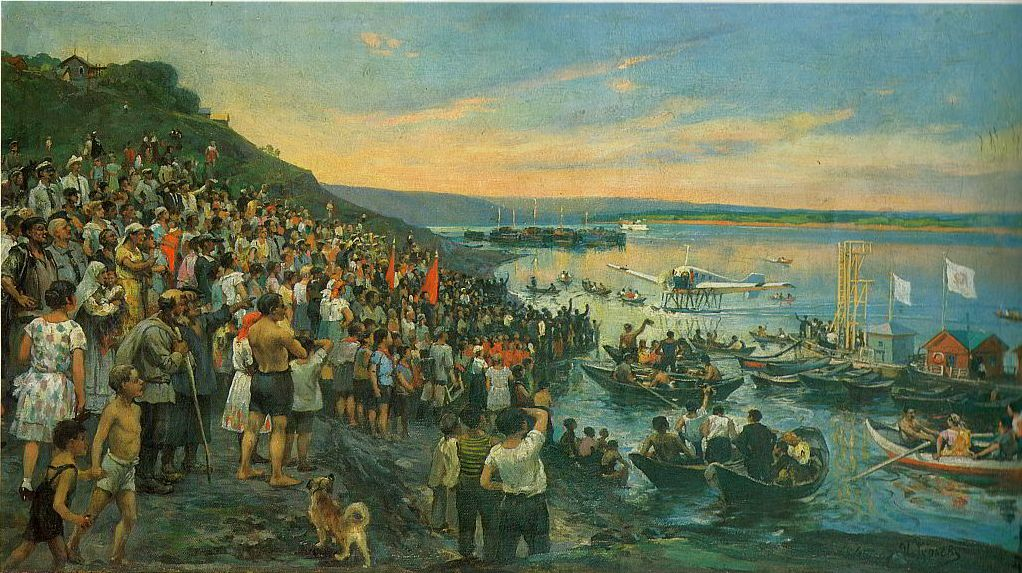
Встреча гидроплана в Ульяновске. 1927